# Asterocheridae
Famille
Les Asterocheridae sont une famille de crustacés copépodes de l'ordre des Siphonostomatoida.

## Liste des genres
Acontiophorus - Ammatimyzon - Ascomyzon - Asterocheres - Asterocheroides - Asteropontella - Asteropontius - Asteropontoides - Asteropontopsis - Australomyzon - Caecidomyzon - Calverocheres - Cecidomyzon - Chelacheres - Cheramomyzon - Cletopontius - Collocheres - Collocherides - Cyclopicera - Cystomyzon - Dermatomyzon - Discopontius - Doropontius - Dystrogus - Echinocheres - Glyptocheres - Gomumucheres - Hammatimyzon - Hansocheres - Hermacheres - Hetairosyna - Hetairosynopsis - Indomyzon - Inermocheres - Isopodius - Kimcheres - Kolocheres - Kolomyzon - Laperocheres - Leptomyzon - Madacheres - Meandromyzon - Mesocheres - Monocheres - Myzopontius - Neoasterocheres - Obesiella - Oedomyzon - Onychocheres - Ophiurocheres - Orecturus - Parasterocheres - Parasteropontius - Peltomyzon - Phyllocheres - Psilomyzon - Rhynchomyzon - Scottocheres - Selenodiscus - Sestropontius - Setacheres - Sinopontius - Siphonopontius - Solenostoma - Stephopontius - Stockmyzon - Tuphacheres - Tychomyzon - Uperogcos